# Galowice
Galowice – wieś w Polsce położona w województwie dolnośląskim, w powiecie wrocławskim, w gminie Żórawina.
W latach 1975–1998 miejscowość administracyjnie należała do województwa wrocławskiego. 

## Nazwa

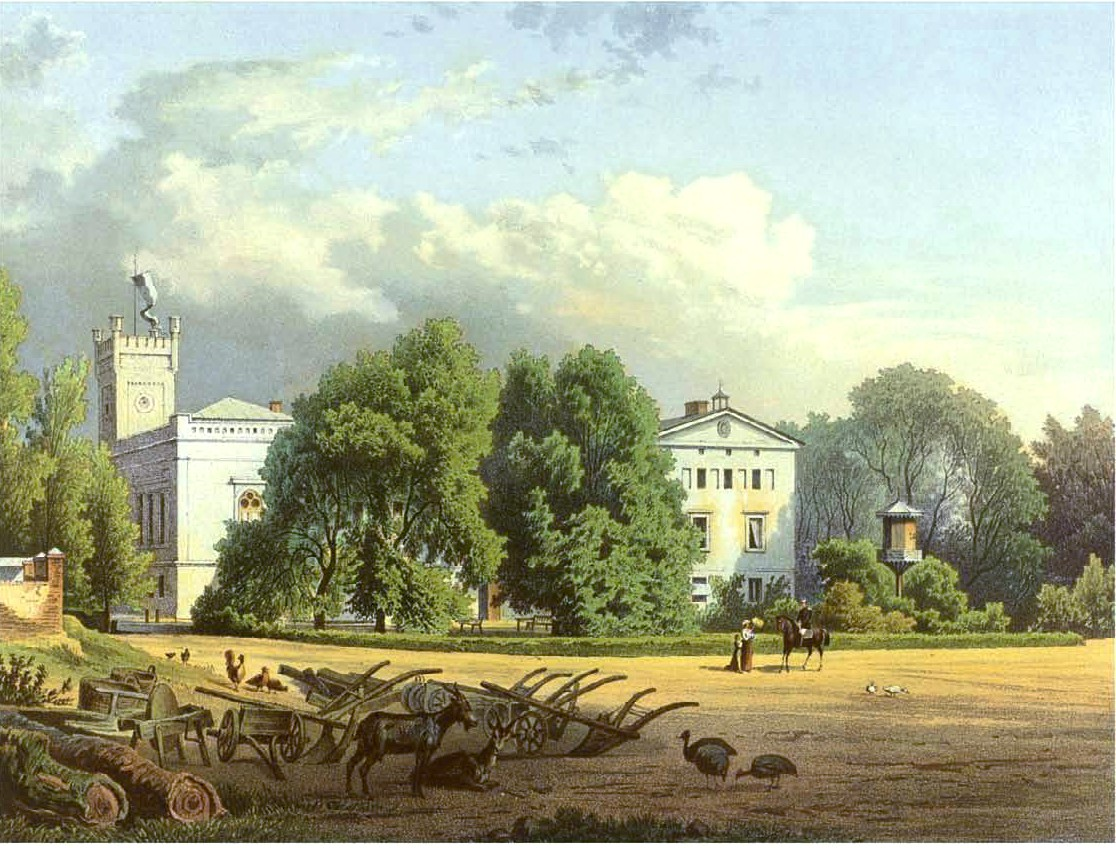
Palac Gallowitz, Alexander Duncker

Według niemieckiego językoznawcy Heinricha Adamy’ego nazwa miejscowości pochodzi od polskiej nazwy "goły". W swoim dziele o nazwach miejscowych na Śląsku wydanym w 1888 roku we Wrocławiu jako starszą od niemieckiej wymienia staropolską nazwę – Galowicz podając jej znaczenie "Kahlau (kalau)" czyli po polsku "Łyse, gołe, wyłysiałe". Nazwa pochodzi prawdopodobnie od gołego terenu pozbawionego drzew, na którym przeprowadzono deforestację. Adamy zalicza nazwę wsi do grupy miejscowości, których nazwa wywodzi się od wycinki drzew "von gola = vom Walde freigemachter, kahler ort". Niemcy zgermanizowali nazwę na Gallowitz w wyniku czego utraciła ona swoje pierwotne znaczenie.
W 1937 nazistowska administracja III Rzeszy w miejsce zgermanizowanej nazwy zmieniła ją na całkowicie niemiecką nazwę Gallen.

## Zabytki
Do wojewódzkiego rejestru zabytków wpisany jest:
- zespół pałacowo-folwarczny, z XVIII w., XIX w.:
  - pałac, po termomodernizacji
  - spichlerz zbożowy, szachulcowy z około 1727 r.; spichlerz z pobliską cukrownią i gorzelnią łączyła kolejka; obecnie siedziba Muzeum Powozów i Zaprzęgów w Galowicach
  - brama wjazdowa, barokowa z pocz. XVIII w. prowadząca na dziedziniec założenia folwarcznego
  - park.